# Nașul (roman)
Nașul este un roman polițist al scriitorului american Mario Puzo. Publicat inițial în 1969 de G.P. Putnam's Sons, romanul detaliază povestea unei familii mafiote fictive din New York City (și Long Island), condusă de Vito Corleone, supranumit Nașul. Romanul prezintă perioada dintre 1945 și 1955, dar și povestea copilăriei și tinereții lui Vito Corleone, etapele care i-au modelat caracterul.
Primul dintr-o serie de romane cu același nume, Nașul este demn de remarcat pentru introducerea unor cuvinte italiene precum consigliere, caporegime, Cosa Nostra și omertà în vocabularul unui public englez. A inspirat Nașul, un film realizat în 1972. În 1974 și 1990 s-au realizat două continuări ale filmului, inclusiv cu noi contribuții ale lui Mario Puzo.

## Rezumat
În anii de după cel de-al doilea război mondial, familia Corleone, una dintre cele cinci familii mafiote din New York, luptă cu celelalte patru familii într-un război brutal. După ce Don Vito Corleone este împușcat de oamenii lui Virgil „Turcul” Sollozzo, regele drogurilor, doi dintre fiii lui Corleone, Santino (Sonny) și Michael, trebuie să conducă afacerea de familie cu ajutorul lui Tom Hagen (consigliere) și al celor doi caporegime de încredere ai familiei, Peter Clemenza și Salvatore Tessio. Michael îi ucide pe Sollozzo și pe garda lui de corp, căpitanul corupt al poliției NYPD Mark McCluskey, în timpul întâlnirii dintr-un restaurant. Conflictul escaladează rapid într-un război la scară largă, care are ca rezultat uciderea lui Sonny. Michael trebuie să se întoarcă din Sicilia, unde se ascunsese, și să preia controlul asupra familiei ca noul Don. Sub îndrumarea tatălui său retras din activitate, Michael orchestrează un plan de răzbunare, în timp ce mută centrul de putere al familiei Corleone în Las Vegas, cu scopul de a-și legitima familia și de a-i scoate din crima organizată. Planul lui presupune și uciderea tuturor dușmanilor familiei Corleone, inclusiv a cumnatului lui Michael, Carlo Rizzi, care a fost complice la uciderea lui Sonny. După ce au vândut toate afacerile familiei din New York, toți membrii familiei Corleone se mută definitiv în Las Vegas.

## Personajele principale
Patriarhul familiei Corleone este Don Vito Corleone, al cărui nume de familie reprezintă satul natal sicilian, Corleone. Numele său de naștere este Vittorio Andolini, dar după ce părinții și fratele său sau fost uciși, a emigrat în Statele Unite și a preluat numele satului natal, ca unul dintre puținele sale acte de sentimentalism. Vito are patru copii: Sonny Corleone, Fredo Corleone, Michael Corleone și Connie Corleone. De asemenea, are un fiu irlandez adoptat neoficial, Tom Hagen, care devine consigliere (consilier) al familiei Corleone. Vito Corleone este și nașul celebrului cântăreț și actor de cinema Johnny Fontane. Nașul la care se face referire în titlu este Vito, dar personajul principal al poveștii devine Michael. Povestea centrală a romanului detaliază destinul lui Michael de a prelua rolul de șef al imperiului familiei de la tatăl său, în ciuda dorinței sale de a duce o viață americanizată alături de iubita lui (și ulterior soție) Kay Adams.
Familia Corleone este o organizație criminală cu influență națională, în special în domeniul protecției, jocurilor de noroc și sindicatelor. În calitate de subșef al lui Don este fiul său cel mare, Sonny. Partea operațională a organizației este condusă de doi caporegime, Peter Clemenza și Salvatore Tessio. Alți membri importanți ai organizației sunt soțul violent al lui Connie, Carlo Rizzi, și executanții Luca Brasi și Al Neri.

## Receptare critică
În The New York Times, Roger Jellinek a scris că romanul „era menit să aibă un succes uriaș și nu doar pentru că Mafia apare la știri. Romanul domnului Puzo este visul unui voyeur, o fantezie ingenioasă a puterii violente a unui individ fără niciun fel de consecințe. Victimele „familiei” Corleone sunt infractori sau polițiști corupți - persoane de care nimeni nu ar vrea să le știe. Sunt doar afaceri, cum ar spune Don Vito, nimic personal. Nu vezi niciodată oameni obișnuiți în carte, cu atât mai puțin să-i întâlnești, așa că nu există nicio șansă de a simpatiza pe altcineva în afară de bătrânul patriarh, deoarece el face lumea un loc sigur pentru iubita lui „familie”. Romanul a rămas pe lista The New York Times a celor mai bine vândute cărți timp de 67 de săptămâni și s-a vândut în peste nouă milioane de exemplare în doi ani.

## Adaptare cinematografică
În adaptarea cinematografică din 1972 a romanului au interpretat Marlon Brando în rolul lui Don Vito Corleone și Al Pacino în rolul lui Michael Corleone, în regia lui Francis Ford Coppola. Mario Puzo s-a implicat atât în scrierea scenariului, cât și în alte sarcini de producție. Filmul a încasat aproximativ 269 de milioane de dolari în întreaga lume și a câștigat mai multe premii, inclusiv trei premii Oscar, cinci Globuri de Aur și un Grammy. Filmul este considerat extrem de semnificativ în istoria cinematografiei. Continuarea, Nașul. Partea a II-a a câștigat șase premii Oscar și a devenit prima continuare care a câștigat Premiul Oscar pentru cel mai bun film.
Intriga filmului este fidelă romanului, cu excepția unor detalii precum trecutul și poveștile unor personaje care sunt excluse, deși fuseseră filmate. Unele dintre aceste scene au fost incluse în versiuni ulterioare reeditate, cum ar fi The Godfather Saga. Intriga secundară cu Johnny Fontane la Hollywood nu a fost filmată. Cea mai semnificativă abatere a filmului de la roman a fost că acesta din urmă a avut un final mai optimist decât filmul, în care Kay Corleone acceptă decizia lui Michael de a prelua afacerea tatălui său. Filmul se termină cu conștientizarea de către Kay a insensibilității lui Michael, o temă ce se va dezvolta în al doilea și al treilea film, care în mare parte nu mai sunt bazate pe romanul original. Povestea despre trecutul lui Vito Corleone a apărut în al doilea film, personajul său fiind interpretat de Robert De Niro.

## Continuări
În 1984 a fost publicată partea a doua a romanului Nașul. Intitulată Sicilianul, este o cronică despre viața lui „Giuliano” (Salvatore Giuliano), dar familia Corleone este prezentă în mare parte, mai ales Michael Corleone. Cronologic, această poveste este amplasată între exilul lui Michael în Sicilia în 1950 și întoarcerea lui în Statele Unite. Din motive privind drepturile de autor, implicarea familiei Corleone a fost tăiată din adaptarea cinematografică realizată de Michael Cimino, care nu este considerată parte din seria de filme Nașul.
În 2004 Random House a publicat o continuare a Nașului lui Puzo, Întoarcerea Nașului, a scriitorului Mark Winegardner. O altă continuare a lui Winegardner, Răzbunarea Nașului, a fost publicată în 2006. Aceste romane continuă povestea din romanul lui Puzo.
Întoarcerea Nașului reia povestea imediat după sfârșitul Nașului lui Puzo. Acesta descrie anii 1955 - 1962 și cuprinde o istorie semnificativă pentru personajul Michael Corleone înainte de evenimentele descrise în primul roman. Evenimentele din filmul Nașul. Partea a II-a se desfășoară în intervalul de timp prezentat de acest roman, dar sunt menționate doar în fundal. Romanul conține o anexă care încearcă să coreleze evenimentele din romane cu evenimentele din filme.
Răzbunarea Nașului descrie anii 1963-1964.
Continuând obiceiul lui Puzo, așa cum reiese din Nașul, de a prezenta personaje care sunt corespondenți apropiați ai evenimentelor din viața reală și ai personalităților publice (Johnny Fontane este un analog al lui Frank Sinatra), Winegardner prezintă în cele două romane ale sale personaje care corespund lui Joseph Kennedy, John F. Kennedy și Robert F. Kennedy, precum și presupusului lider al crimei organizate Carlos Marcello (Carlo Tramonti). În Întoarcerea Nașului, Winegardner dramatizează, de asemenea, amploarea arestărilor din crima organizată care au avut loc în Apalachin, New York, în 1957.
Winegardner folosește toate personajele din romanele lui Puzo, dar creează și unele proprii, cum ar fi Nick Geraci, un soldat Corleone care joacă un rol esențial în continuările romanului. Winegardner dezvoltă personaje din romanul original, precum Fredo Corleone, Tom Hagen și Johnny Fontane.
În 2012, un prequel bazat pe un scenariu neprodus de Mario Puzo, intitulat The Family Corleone (Familia Corleone), a fost scris de Ed Falco. Acesta spune povestea ascensiunii lui Vito Corleone și cum Sonny Corleone și Tom Hagen intră în afacerea familiei.